# لويد يوهانسون
لويد يوهانسون (بالإنجليزية: Lloyd Johansson)‏ هو لاعب اتحاد الرغبي أسترالي، ولد في 2 مايو 1985 في ملبورن في أستراليا.

## وصلات خارجية
- لويد يوهانسون عل موقع إسبنسكروم (الإنجليزية)
- لويد يوهانسون على موقع ItsRugby.co.uk (الإنجليزية)